# Tridentella rosemariae
Tridentella rosemariae là một loài chân đều trong họ Tridentellidae. Loài này được Bruce miêu tả khoa học năm 2002.